# Municipio de Union City (Ohio)
El municipio de Union City (en inglés: Union City Township) es un municipio ubicado en el condado de Montgomery en el estado estadounidense de Ohio. En el año 2010 tenía una población de 6369 habitantes y una densidad poblacional de 448,08 personas por km².

## Geografía
El municipio de Union City se encuentra ubicado en las coordenadas 39°54′7″N 84°18′3″O / 39.90194, -84.30083. Según la Oficina del Censo de los Estados Unidos, el municipio tiene una superficie total de 14.21 km², de la cual 14.2 km² corresponden a tierra firme y (0.09%) 0.01 km² es agua.

## Demografía
Según el censo de 2010, había 6369 personas residiendo en el municipio de Union City. La densidad de población era de 448,08 hab./km². De los 6369 habitantes, el municipio de Union City estaba compuesto por el 93.44% blancos, el 3.64% eran afroamericanos, el 0.19% eran amerindios, el 0.66% eran asiáticos, el 0.02% eran isleños del Pacífico, el 0.25% eran de otras razas y el 1.81% pertenecían a dos o más razas. Del total de la población el 1.65% eran hispanos o latinos de cualquier raza.